# Geocache-Datenbank
Durch die schnelle Verbreitung des Geocaching und die wachsende Anzahl an Geocaches entstand schnell das Bedürfnis, diese in einer gemeinsamen Datenbank zu katalogisieren und den Nutzern über das Internet komfortabel zur Verfügung zu stellen. Geocaching-Datenbanken werden auch als Listingplattform bezeichnet.

## Überregionale Datenbanken

### Geocaching.com

Logo

Die bekannteste und umfangreichste Datenbank ist geocaching.com, die seit den Anfängen im Jahr 2000 existiert und weltweit ca. 3 Millionen Geocaches enthält (Stand April 2017). Deren Besitzer, die Groundspeak Inc., gewährt jedem kostenpflichtig registrierten Premium-Mitglied Zugang zu allen Cachedaten. Für nichtzahlende Mitglieder ist nur ein Teil der Geocaches sichtbar.
Mit Adventurelabs stellt Groundspeak seit 2019 eine rein App-basierte Variante bereit, die ein dosenloses Spiel ermöglicht.

#### Kritik
Umstritten ist der Versuch, das in der Gemeinschaft entstandene Geocaching für sich exklusiv zu schützen. Das bekannteste Beispiel dafür ist der erfolglose Versuch, das Wort „Geocache“ als Warenzeichen zu registrieren. Auf dem amerikanischen Kontinent wird geocaching.com von einem großen Teil der Geocacher genutzt. In den Vereinigten Staaten, wo die Mehrheit der Geocaching-Seiten gehostet werden, stehen Cache-Dateien unter Markenschutz, Koordinaten jedoch nicht.

### Navicache.com
Als Alternative entwickelte sich die im März 2001 gestartete Website navicache.com. Seit 2011 wurde die Website nicht mehr gepflegt und der letzte neue Cache wurde Ende 2014 veröffentlicht. Inzwischen werden Spam-Mails an die Adressen in der Datenbank geschickt.

### Terracaching.com
Eine weitere Geocache-Datenbank ist die seit Oktober 2004 bestehende Website terracaching.com, die zwar deutlich weniger Caches gelistet hat, dafür aber nach eigenen Aussagen mehr Wert auf Qualität derselben legt; unter anderem werden die Caches von jedem Finder bewertet. Um Mitglied zu werden, wählt man sich zwei bestehende Mitglieder als sogenannte „Sponsoren“ aus. Die Suche nach Sponsoren erfolgt nach der Anmeldung automatisch. Hauptaufgabe der Sponsoren ist das Prüfen neuer Caches, ähnlich der Funktion der Reviewer bei geocaching.com.

### Wherigo.com und Waymarking.com
Für spezielle Geocaches gibt es zudem zwei weitere Datenbanken der Groundspeak Inc. Hierbei handelt es sich zum einen um die wherigo.com-Datenbank, in der alle Wherigo-Caches gelistet sind. Die zweite Datenbank für sogenannte Virtual Caches, Locationless Caches und Webcam-Caches ist die waymarking.com. Die Software wurde seit 2008 nicht mehr weiterentwickelt.

### OpenCaching.com
Nach Differenzen mit Groundspeak gründete im Dezember 2010 der Navigationsgerätehersteller Garmin mit opencaching.com eine weitere internationale Cachedatenbank. Im August 2015 stellte sie den Betrieb ein.

## Landesspezifische und Regionale Datenbanken
Mittlerweile gibt es Angebote, die sich schwerpunktmäßig auf einzelne Länder konzentrieren und damit ein Gegengewicht zu dem anglizistisch geprägten Angebot von geocaching.com darstellen.

### Opencaching
Um einem Monopol von geocaching.com entgegenzuwirken, wurde von einer Gemeinschaft von deutschsprachigen Geocachern eine Open-Source-Software und -Datenbank opencaching.de entwickelt und im Herbst 2005 gestartet. Ziele des Opencaching-Konzeptes waren besonders die Vernetzung von opencaching-Datenbanken einzelner Staaten untereinander und die Möglichkeit zur Nutzung eines Interfaces für Anwendungsentwickler von Geocaching-Software, wobei nur Letzteres tatsächlich realisiert wurde.
Ende Oktober 2006 wurde in dieser Datenbank bereits der 10.000. deutsche Cache eingetragen, wobei die meisten Einträge jedoch Duplikateinträge von geocaching.com sind. Weitere Opencaching-Datenbanken entstanden 2006 in Tschechien und Polen, dann im Jahr 2009 in Großbritannien, Schweden und Norwegen und im Jahr 2010 in den Vereinigten Staaten und Japan.
Opencaching.de enthält heute (Stand 2019) knapp 27.000 aktive Caches, Opencaching.pl rund 41.000. Die Cachezahlen der übrigen OC-Websites sind vernachlässigbar.

#### Geocaching Australia
Dies ist eine größere Datenbank mit Geocaches im ozeanischen Raum. Sie entstand wie opencaching.de als nichtkommerzielle Alternative zu geocaching.com.

### cistes.net
Für den Französisch sprechenden Raum gibt es ebenfalls eine große Datenbank unter cistes.net. Hier waren im September 2007 über 29.000 Geocaches in Frankreich gelistet, während es geocaching.com zu diesem Zeitpunkt in diesem Gebiet auf nur etwa 3.100 Einträge bringt.
Im November 2009 waren es über 58.000 gelistete Caches. Auch in weiteren europäischen Ländern befinden sich Cistes.

### Extremcaching
Für den deutschsprachigen Raum wurde Anfang 2013 die Datenbank extremcaching.com geschaffen, um Caches aufzunehmen, die von Reviewern auf geocaching.com archiviert oder gar nicht erst freigeschaltet wurden. In der Datenbank sind ca. 600 Caches enthalten (Stand 12. Juli 2013). Hintergrund sind die erhöhten Anforderungen die geocaching.com  an einen Cache stellt, bevor er freigeschaltet werden kann und die vermehrten Schließungen von Caches in Höhlen, Bunkern und Lost Places.

## Probleme
Es gibt derzeit keine übergreifende Vernetzung der verschiedenen Geocache-Datenbanken. Daher entsteht das Problem, die neuen Geocaches in mehrere der genannten Verzeichnisse einzutragen und sie dort, beispielsweise bei Änderungen des Rätsels oder der Koordinaten, zu pflegen. Ist der Cache auf mehreren Websites eingetragen, bleibt es zudem den Findern überlassen, ihre Log-Einträge auch auf allen dieser Seiten zu tätigen.

## Belege
1. ↑  Adventurelabs
2. ↑  Pressemeldung des Betreibers auf Twitter, 12. August 2015, abgerufen am 18. August 2015.
3. ↑  cachewiki.de
4. ↑  Meldung auf extremcaching.com vom 27. März 2013:  Extremcaching feiert den 200. aktiven Geocache auf der Plattform.